# European Physical Journal H
European Physical Journal H: Historical Perspectives on Contemporary Physics (EPJ H) è una rivista accademica a revisione paritaria trimestrale incentrata sulla storia della fisica moderna. È la rivista più nuova della collana European Physical Journal. È stata istituita nel 1976 con il titolo Annales de Physique e ottenne l'attuale nel luglio del 2010.
EPJ H è pubblicato da Springer Science + Business Media e i caporedattori sono Wolf Beiglböck (Università di Heidelberg) e Francesco Guerra (Università Sapienza di Roma). 
Secondo il Journal Citation Reports, nel 2016 la rivista ha avuto un fattore di impatto di 0,436.